# Willem Stemmer
Willem P.C. (Pim) Stemmer (12 maart 1957 – 2 april 2013) was een Nederlands-Amerikaans wetenschapper en ondernemer en verantwoordelijk voor talrijke innovaties op het gebied van de biowetenschap. Hij was de oprichter en CEO van Amunix Inc., een bedrijf dat "farmaceutische proteïnes met uitgebreide dosisfrequentie" ontwikkelde. Een andere belangrijke innovatie betreft 'DNA-shuffling', een manier om snel in genen stukjes erfelijk materiaal opnieuw te rangschikken.

## Biografie
Stemmer genoot zijn opleiding aan het Montana Zugerberg-instituut, een internaat in de Zwitserse stad Zugerberg waar hij in 1975 zijn eindexamen-diploma behaalde. Vervolgens studeerde hij aan de Universiteit van Amsterdam waar hij zijn interesse in de biologie ontwikkelde en hij in 1980 zijn mastergraad verkreeg.
Pas eind 1980, nadat hij op de Universiteit van Wisconsin-Madison terecht was gekomen, kwam hij in aanraking met de moleculaire biologie. Hij promoveerde er voor zijn werk omtrent bacteriële pili en fimbriae die betrokken zijn in gast-pathogene interacties. Na zijn promotie voerde hij postdoctoraal onderzoek uit met professor Fred Blattner naar faagdisplay van willekeurige peptide-bibliotheken en antilichaam-fragmenten in e-colibacteriën.
Bij Hybritech werkte Stemmer aanvankelijk aan antilichaam-fragment engineering. Vervolgens werd hij wetenschapper bij Affymax Research Institute in Palo Alto, Californië, waar hij in 1994 de techniek van DNA-shuffling introduceerde. Deze techniek wordt tegenwoordig door wetenschappers over de hele wereld op grote schaal gebruikt om nieuwe eiwitten en cellen te creëren met unieke eigenschappen, die toepassingen vinden in biofarmaceutica, vaccinologie, landbouwproducten en biobrandstoffen alsmede fundamenteel wetenschappelijk onderzoek. In 1997 richtte hij het bedrijf Maxygen op om deze techniek commercieel op de markt te brengen. Dit leidde tot de oprichting van zowel Verdia als Codixis als spin-offs. Andere bedrijven waar hij oprichter of medeoprichter van was zijn Avidia (2003), Amunix (2006) en Versartis (2008). 
Stemmer heeft 68 wetenschappelijke artikelen gepubliceerd en is houder van meer dan 100 Amerikaanse patenten.
In 2011 werd Stemmer samen met Frances Arnold onderscheiden met de Charles Stark Draper Prize voor hun individuele bijdragen aan gestuurde evolutie (Directed Evolution) en waarmee Arnold in 2018 de Nobelprijs voor Scheikunde won. Door het Nobelcomité werd Stemmer nadrukkelijk genoemd als een van de grondleggers van dit vakgebied en zijn pioniersrol in het onderzoek van Arnold. Daarvoor ontving hij de Doisy Award (2000) en de David Perlman Award (2001).